# SheBelieves Cup 2020
La SheBelieves Cup 2020 è stata la quinta edizione della SheBelieves Cup, torneo a invito riservato a nazionali di calcio femminile, disputato negli Stati Uniti d'America dal 5 all'11 marzo 2020. Il torneo è stato vinto dagli Stati Uniti che se lo aggiudica per la terza volta nella sua storia sportiva.
L'edizione ripropose la formula a quattro squadre della precedente, la Spagna all'esordio in sostituzione del Brasile, il Giappone, alla sua seconda edizione consecutiva, assieme a Inghilterra e Stati Uniti con cinque presenze ciascuna, ovvero in tutte le edizioni disputate, e con gli Stati Uniti a vantare il maggior quantitativo di vittorie, due, nel torneo, nelle edizioni 2016 e 2018.

## Formato
Le quattro squadre invitate disputano un solo girone all'italiana, dove vengono concessi tre punti per la vittoria, uno per il pareggio e zero per la sconfitta. In caso di parità di punti, vengono considerati gli scontri diretti, la differenza reti e i gol fatti.

## Stadi
| Orlando                 | Harrison         | Frisco           |
| ----------------------- | ---------------- | ---------------- |
| Exploria Stadium        | Red Bull Arena   | Toyota Stadium   |
| Capacità: 25 500        | Capacità: 25 500 | Capacità: 20 500 |
|                         |                  |                  |
| Orlando Harrison Frisco |                  |                  |

## Nazionali partecipanti
| Squadra     | FIFA/Coca-Cola Women's World Ranking (13 dicembre 2019). |
| ----------- | -------------------------------------------------------- |
| Stati Uniti | 1                                                        |
| Inghilterra | 6                                                        |
| Giappone    | 10                                                       |
| Spagna      | 13                                                       |

## Classifica
| Pos. | Squadra     | Pt | G | V | N | P | GF | GS | DR |
| ---- | ----------- | -- | - | - | - | - | -- | -- | -- |
| 1.   | Stati Uniti | 9  | 3 | 3 | 0 | 0 | 6  | 1  | +5 |
| 2.   | Spagna      | 6  | 3 | 2 | 0 | 1 | 4  | 2  | +2 |
| 3.   | Inghilterra | 3  | 3 | 1 | 0 | 2 | 1  | 3  | -2 |
| 4.   | Giappone    | 0  | 3 | 0 | 0 | 3 | 2  | 7  | -5 |

| Arbitro: | Katja Koroleva |

|                                |           |              |
| Putellas 8’ L. García 48’, 78’ | Marcatori | 44’ Iwabuchi |

| Arbitro: | Odette Hamilton |

|                     |           |  |
| Press 53’ Lloyd 55’ | Marcatori |  |

| Arbitro: | Katja Koroleva |

|  |           |           |
|  | Marcatori | 84’ White |

| Arbitro: | Katia García |

|          |           |  |
| Ertz 87’ | Marcatori |  |

| Arbitro: | Danielle Chesky |

|  |           |              |
|  | Marcatori | 83’ Putellas |

| Arbitro: | Melissa Borjas |

|                                |           |              |
| Rapinoe 7’ Press 26’ Horan 83’ | Marcatori | 58’ Iwabuchi |

## Statistiche

### Classifica marcatrici
2 reti
- Mana Iwabuchi
- Lucía García

- Alexia Putellas
- Christen Press

1 rete
- Ellen White
- Julie Ertz
- Lindsey Horan

- Carli Lloyd
- Megan Rapinoe